# MV Agusta Corse 250 Monocilindrica

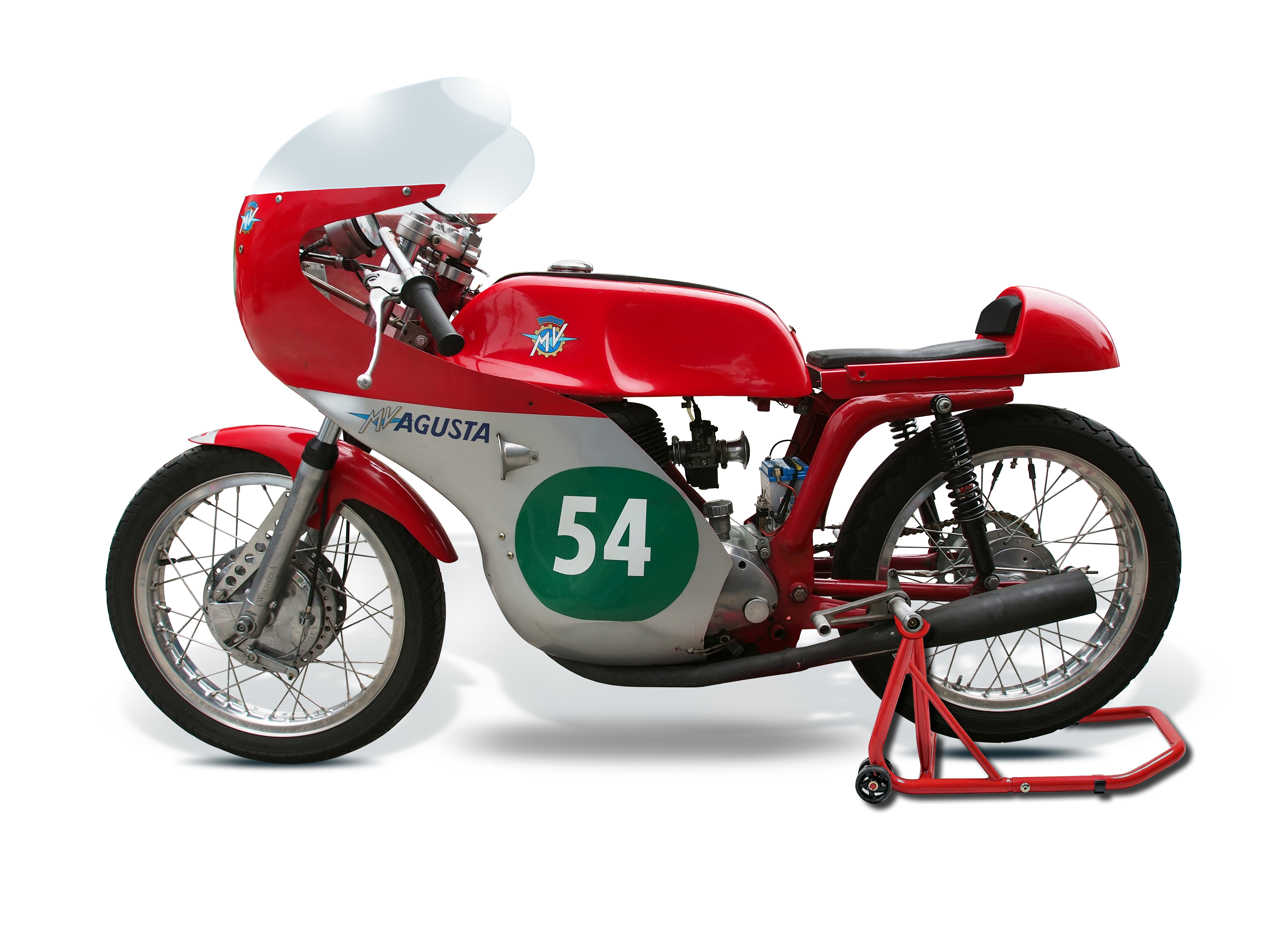
MV Agusta 250cc Monocilindrica, eingesetzt im historischen Rennsport 2013

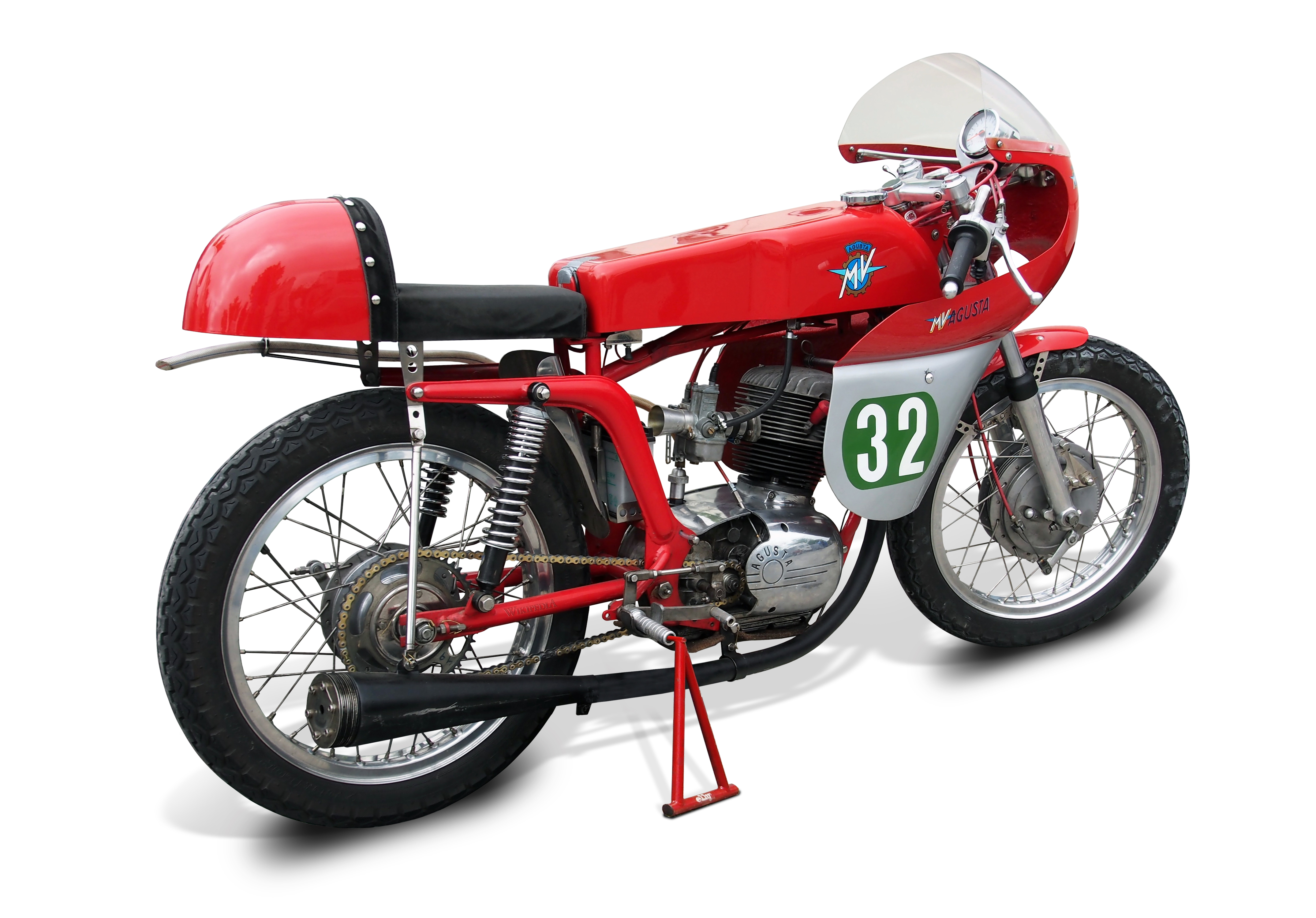
Ein anderes Exemplar mit Fahrwerksanpassungen, Lang-Tank und kurzer Verkleidung

Die MV Agusta Corse 250 Monocilindrica war ein Rennmotorrad des italienischen Fahrzeugbauers MV Agusta, das von 1955 bis 1959 vom Werksteam Reparto Corse in der Motorrad-Weltmeisterschaft eingesetzt wurde.

## Geschichte und Hintergrund
MV Agusta hatte Ende der 1940er-Jahre mit der MV Agusta Corse 98 Sport begonnen, an Motorrad-Straßenrennen teilzunehmen und sich nach ersten Erfolgen auf die 125- und 500-cm³-Klasse konzentriert. Der Ingenieur Piero Remor, der bis dahin für Gilera gearbeitet hatte, baute dafür die MV Agusta 125 Bialbero (deutsch „Doppelwelle“ = zwei obenliegende Nockenwellen). Später wurde der Hubraum auf 175 cm³ vergrößert, da diese Klasse in Italien immer noch sehr beliebt war und fast alle großen Marken Serienrennfahrzeuge dafür bauten. Auf Basis der 125er Bialbero wurde über den Umweg der MV Agusta Corse 175 Bialbero der Hubraum durch eine größere Bohrung auf knapp über 200 cm³ erweitert, sodass es 1955 möglich war, mit der „MV Agusta 203 Bialbero“ in der 250-cm³-Klasse anzutreten. Später wurde das Volumen noch mal erhöht auf (220 cm³). Mit dieser Ausführung beendete Bill Lomas die Saison 1955 und belegte den dritten Platz in der Gesamtwertung, MV Agusta gewann den Herstellertitel. 1956 wurde das Motorrad schließlich zu einer vollwertigen 250-cm³-Rennmaschine weiterentwickelt, das war jedoch durch ein weiteres Vergrößern der Zylinderbohrung nicht zu erreichen, sodass der Hub von 56 mm auf 60 mm erhöht wurde.

## Einsatz und Erfolge

### Siege 1955 und 1956
Mit der 250er Monocilindrica wurden 15 Grands Prix und zwei Doppelweltmeisterschaften (Fahrer- und Markenweltmeisterschaft) gewonnen: 1956 die Fahrerweltmeisterschaft durch Carlo Ubbiali und der Markentitel. 1958 durch Tarquinio Provini sowie der Markentitel. Bereits 1955 gewann MV Agusta mit den Fahrern Bill Lomas, Luigi Taveri, Umberto Masetti und Carlo Ubbiali die Markenweltmeisterschaft.

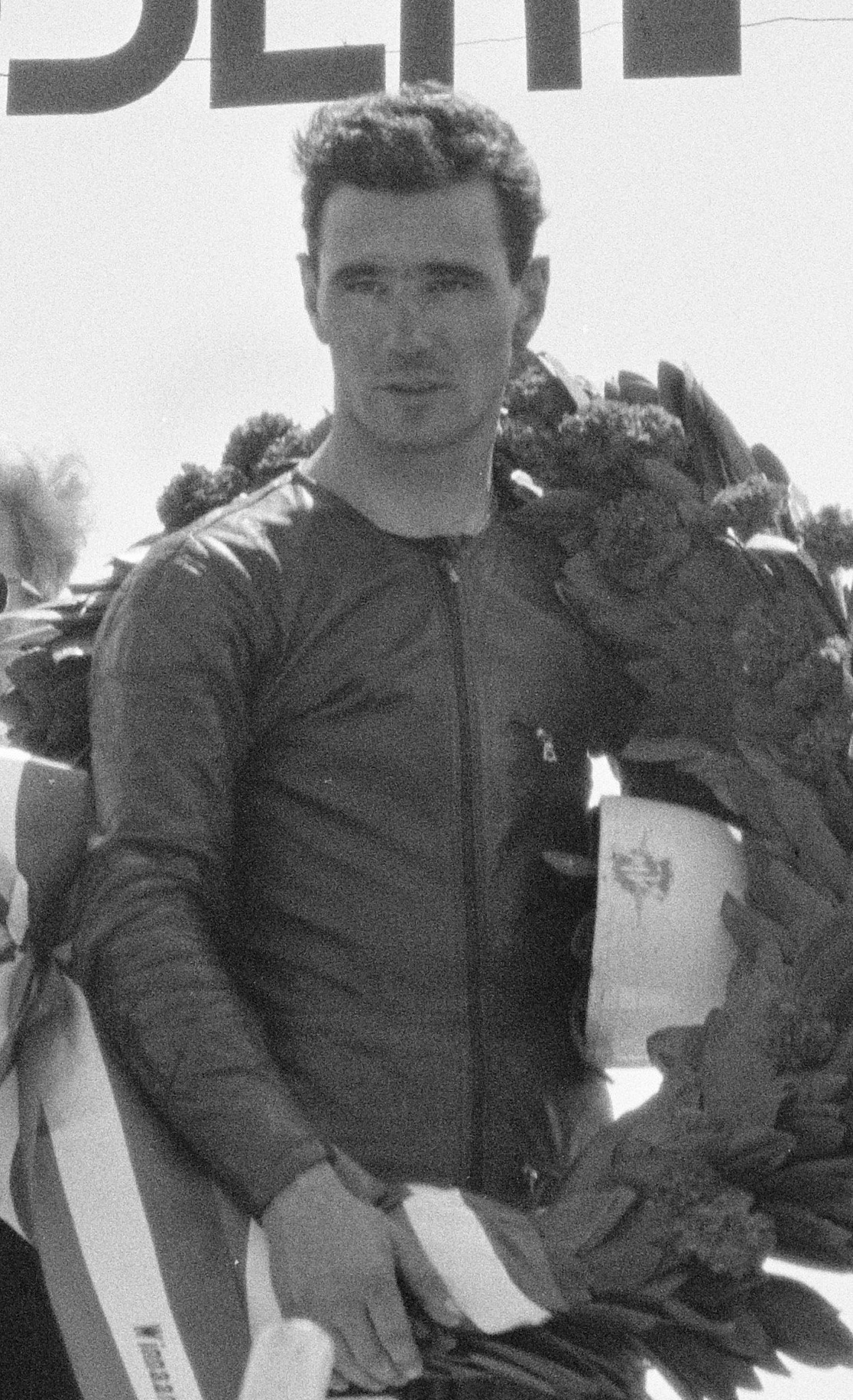
Carlo Ubbiali, Weltmeister 1956
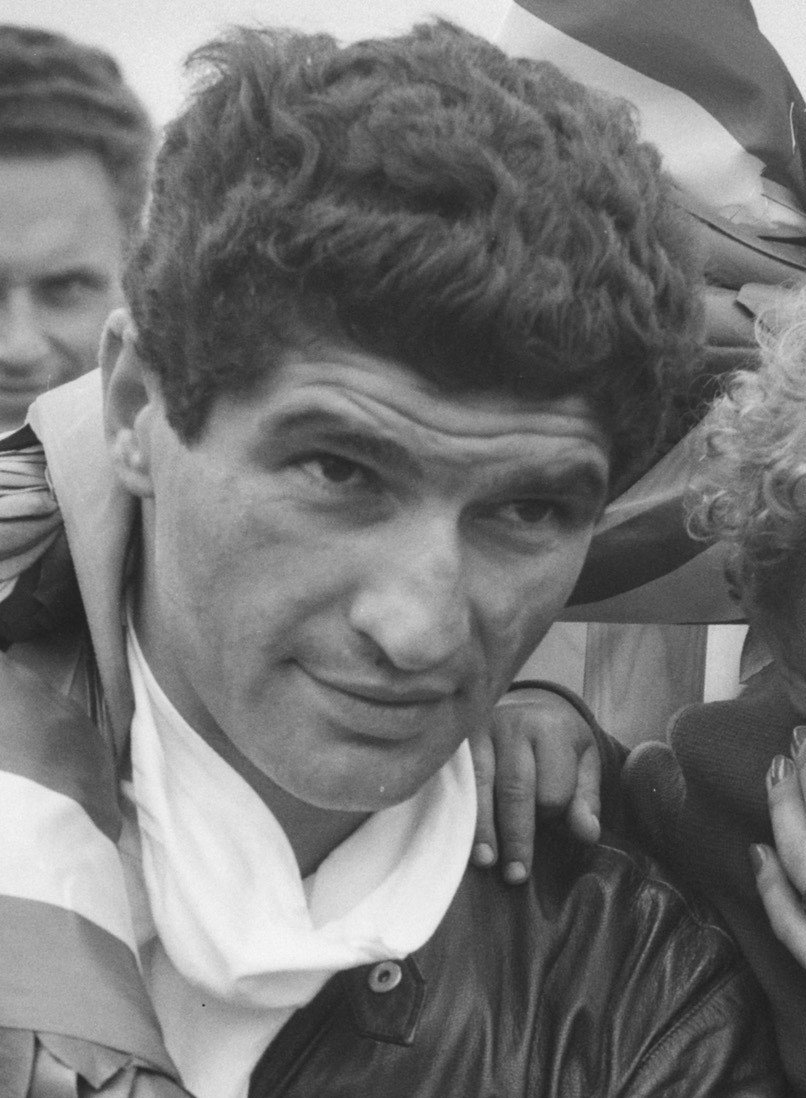
Tarquinio Provini, Weltmeister 1958
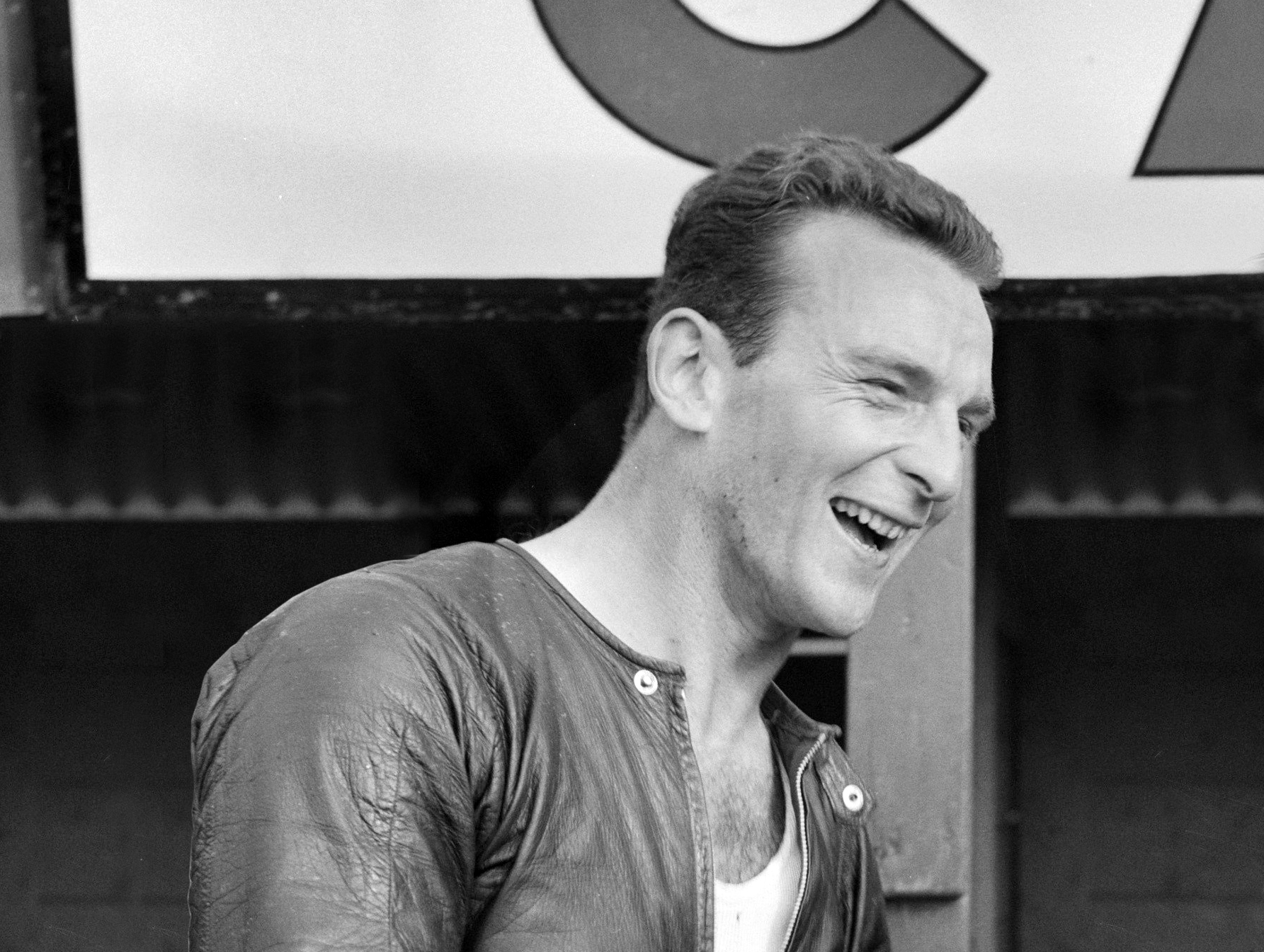
Bill Lomas, Werksfahrer auf der 250
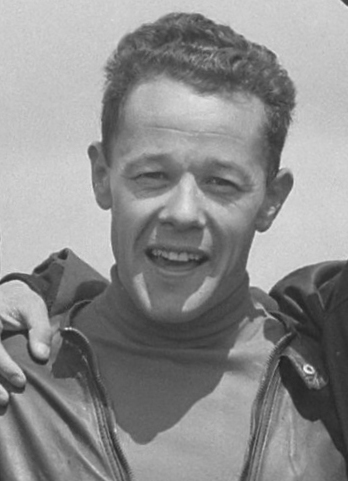
Luigi Taveri, Werksfahrer auf der 250
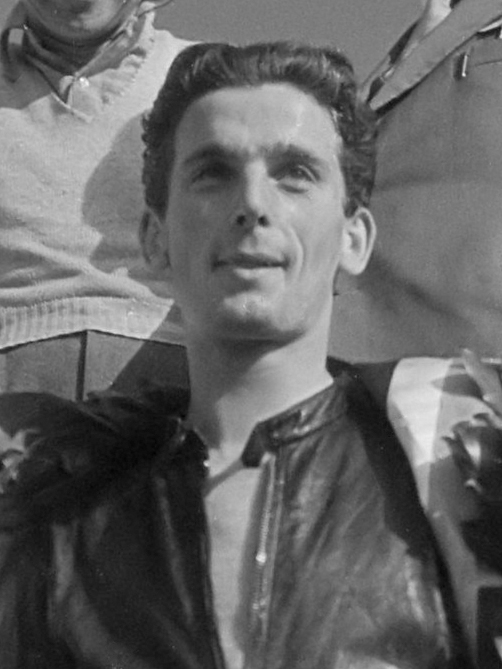
Umberto Masetti, Werksfahrer auf der 250

### Herstellerwertung während der Einsatzzeit 1955 bis 1958
In der Saison 1959 kam die neue MV Agusta 250 Bicilindrica zum Einsatz, die Monocilindrica wurde nur noch vereinzelt gefahren und ist deswegen hier nicht mehr gelistet.
 Anmerkung: Auch mit dem neuen Modell holte MV den Fahrertitel (mit Ubbiali) und den Herstellertitel.
|   | 1955        | 1955    | 1956       | 1956    | 1957        | 1957    | 1958      | 1958    |
| - | ----------- | ------- | ---------- | ------- | ----------- | ------- | --------- | ------- |
| 1 | MV Agusta   | 28 (31) | MV Agusta  | 32 (48) | F.B Mondial | 32 (42) | MV Agusta | 32 (36) |
| 2 | NSU         | 20 (30) | NSU        | 17 (20) | MV Agusta   | 28 (37) | NSU       | 19 (24) |
| 3 | Moto Guzzi  | 15      | Moto Guzzi | 15      | NSU         | 17 (20) | MZ        | 17      |
| 4 | RD Spechial | 2       | ČZ         | 3       | Moto Guzzi  | 11      | Adler     | 14 (16) |
| 5 | Velocette   | 1       |            |         | ČZ          | 5       | Morini    | 8       |

(Punkte in Klammern inklusive Streichresultate)

## Entwicklung und Technik

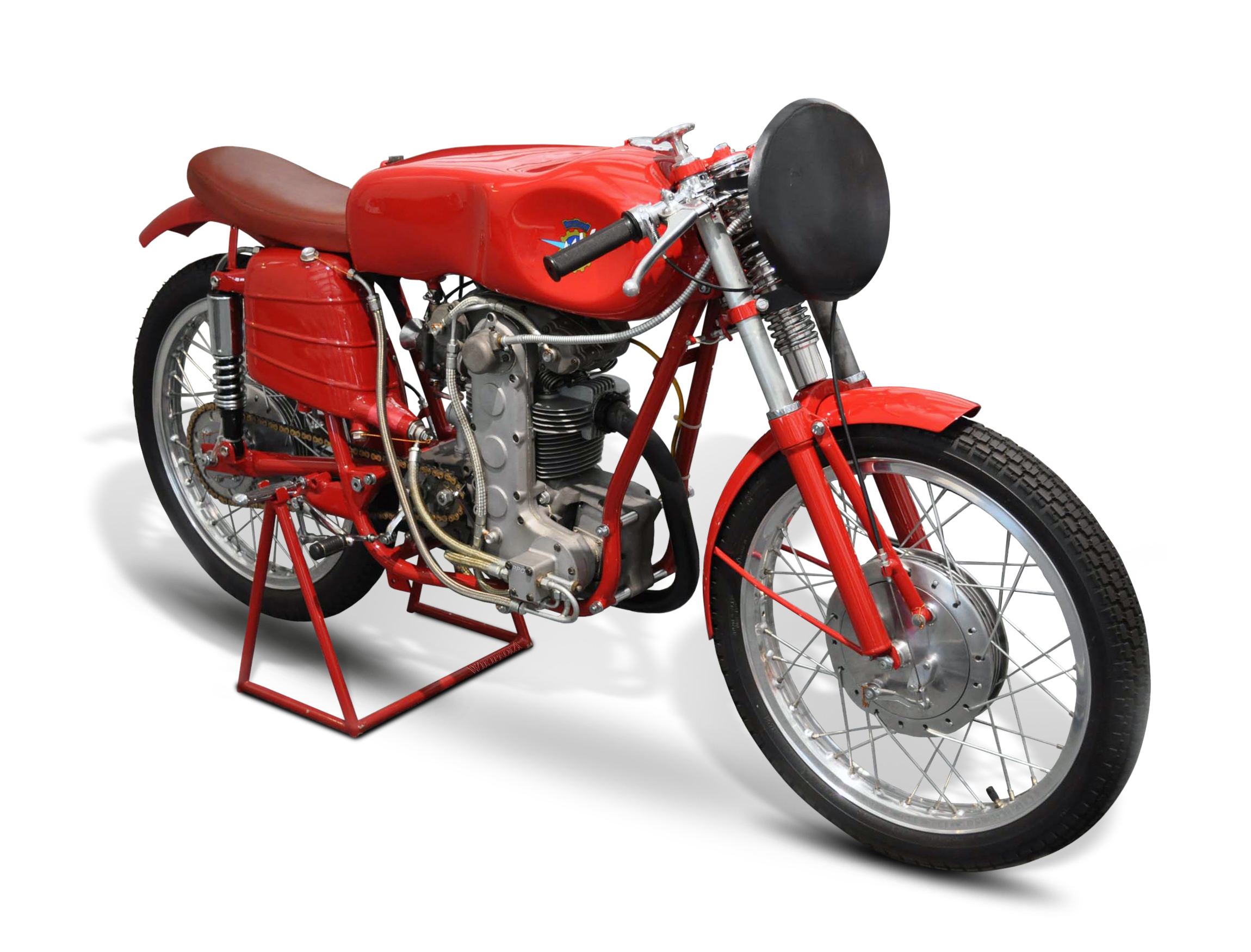
1953er MV Agusta 125 Bialbero, die Basis für die erste 250er

Anfänglich wurde eine hubraumvergrößerte („aufgebohrte“) MV Agusta 125 Bialbero mit 203 cm³ eingesetzt, später wurde der Hubraum zuerst auf 220 und dann auf 250 cm³ erhöht. Die „Monocilindrica“ war ein luftgekühlter 1-Zylinder-Viertakter mit zwei obenliegenden Nockenwellen (DOHC), die von einer Zahnradkaskade angetrieben wurden. Die Ventile bildeten einen Winkel von 90° und wurden durch frei liegende Haarnadelventilfedern geschlossen. Mit 72,6 mm Bohrung und 60 mm Hub ergab sich ein Hubraum von 248,4 cm³.
| MV Agusta Corse 203 Monocilindrica (1955–1959) | MV Agusta Corse 203 Monocilindrica (1955–1959)                                                                               | MV Agusta Corse 203 Monocilindrica (1955–1959)                                                                               |
| Motor                                          | Motor | Motor |
| ---------------------------------------------- | --- | --- |
| Bauart:                                        | 1 Zylinder; 4 Takte; zwei obenliegende, über Zahnräder angetriebene Nockenwellen; Spulenzündung; Luftkühlung durch Fahrtwind | 1 Zylinder; 4 Takte; zwei obenliegende, über Zahnräder angetriebene Nockenwellen; Spulenzündung; Luftkühlung durch Fahrtwind |
| Hubraum:                                       | 248,2 cm³; Verdichtung 10 : 1                                                                                                | 248,2 cm³; Verdichtung 10 : 1                                                                                                |
| Bohrung × Hub:                                 | 72,6 × 60 mm | 72,6 × 60 mm |
| Vergaser:                                      | Dell’Orto SS 25 A | Dell’Orto SS 25 A |
| Antrieb                                        | | |
| Kupplung:                                      | Lamellenkupplung im Ölbad | Lamellenkupplung im Ölbad |
| Getriebe:                                      | angeblockt, 5 Gänge | angeblockt, 5 Gänge |
| Antrieb primär / sek.:                         | Stirnräder/Kette | Stirnräder/Kette |
| Leistung                                       | | |
| Leistung:                                      | 29 PS (21,3 kW) bei 9800/min                                                                                                 | 29 PS (21,3 kW) bei 9800/min                                                                                                 |
| Höchstgeschwindigkeit:                         | 200 km/h | 200 km/h |
| Rahmen und Maße                                | | |
| Rahmen:                                        | Rohr, geschlossene Schleife. Rohre aus Chrom-Molybdän-Stahl mit einem Durchmesser von 25 mm und einer Wandstärke von 1,2 mm  | Rohr, geschlossene Schleife. Rohre aus Chrom-Molybdän-Stahl mit einem Durchmesser von 25 mm und einer Wandstärke von 1,2 mm  |
| Radstand:                                      | 1230 mm | 1230 mm |
| Gewicht:                                       | 96 kg | 96 kg |
| Tankinhalt:                                    | 16 l | 16 l |
| Verbrauch:                                     | k. A. | k. A. |
| Fahrwerk vorn / hinten                         | | |
| Radführung:                                    | Teleskopgabel | Schwinge, hydraulische Stoßdämpfer, Schraubenfedern                                                                          |
| Räder:                                         | Leichtmetallfelgen 2,25 × 19″, Stahlspeichen                                                                                 | Leichtmetallfelgen 2,25 × 19″, Stahlspeichen                                                                                 |
| Bremsen:                                       | 2×Trommelbremse 220 mm Ø | Trommelbremse 180 mm Ø |
| Reifen:                                        | 2,50 × 19″ | 2,75 × 19″ |